# Szew ciemieniowo-sutkowy

Czaszka człowieka. Szew ciemieniowo-sutkowy zaznaczony na czerwono.

Szew ciemieniowo-sutkowy (łac. sutura parietomastoidea) – w anatomii człowieka szew czaszki. Łączy silnie zazębione brzegi dwóch kości: brzeg górny części sutkowej kości skroniowej i część tylną brzegu dolnego kości ciemieniowej (w tym kąt sutkowy – angulus mastoideus). Do przodu przedłuża się w szew łuskowy, łączący kość ciemieniową z częścią łuskową kości skroniowej.